# PlayStation Now
PlayStation Now (kraće PS Now) Sonyev je servis za streamanje igara. Igra se izvodi na udaljenom poslužitelju i streama se na korisnikovu igraću konzolu. Trenutno su dostupne samo igre za PlayStation 3. Korisnik može plaćati za svaku igru posebno ili se pretplatiti.

## Povijest
PlayStation Now najavljen je 7. siječnja 2014. na CES-u 2014. Zatvoreno beta testiranje započelo je u SAD-u 28. siječnja 2014. na PS3 konzolama, a od 19. svibnja i na PS4 konzolama. Otvoreno beta testiranje u SAD-u i Kanadi na PS4 konzolama započelo je 31. srpnja 2014., na PS3 konzolama 18. rujna 2014., a na PS Viti i PlayStation TV-u 14. listopada 2014. Na Gamescomu 2014., Sony Computer Entertainment najavio je dolazak PS Now servisa u Europu u 2015. godini. Prva država u Europi koja će imati pristup PS Now servisu je Ujedinjeno Kraljevstvo. Dolazak PS Now servisa na Samsungove pametne televizore, Sony je najavio 24. prosinca 2014. Od 7. ožujka 2015. PS Now postao je dostupan u Europi.

## Igre
Trenutno su dostupne samo igre s PlayStationa 3. Od 2015. godine dostupno je preko 400 igara. Dostupno je dva načina streamanja. Prvi način, pretplata, omogućuje neograničeno igranje igara dostupnih u paketu pretplate. Dostupne su dvije pretplate - 19.99 američkih dolara za jedan mjesec i 44.99 američkih dolara za 3 mjeseca. Drugi način je individualno posuđivanje igara. Igre se mogu individualno posuditi na četiri sata, sedam dana, trideset dana ili devedeset dana.